# 黃士廉
黃士廉（？—？），又名黄公廉，字伯让，貴州省貴陽府貴築縣人，清朝政治人物、進士出身。
光緒十五年（1889年）己丑科進士，三甲八十四名，同年五月，著交吏部掣签，分发各省以知县即用，皆有政绩。幼年有志，通经史，工诗文书法。